# Akestorides (Olympionike)
Akestorides (altgriechisch Ἀκεστορίδης) war ein antiker Wagenlenker und Olympionike des 3. Jahrhunderts v. Chr.
Er ist durch eine marmorne Statuenbasis aus dem Heiligtum von Olympia bekannt, die mit einem ehrenden Epigramm beschrieben ist. Der Stein wurde 1877 östlich des Zeustempels gefunden, wo er zu einem unbekannten Zeitpunkt nach seiner Beschriftung als Spolie verbaut worden war. In der Inschrift rühmt sich Akestorides, als „erster Troer“ („Πρῶτος ... Τρώων“) überhaupt einen Sieg bei den Olympischen Spielen errungen zu haben. Darüber hinaus habe er auch an Wettkämpfen in Lousoi, Epidauros, Pheneos und Nemea siegreich teilgenommen.
Ursprünglich ging man aufgrund der Selbstbezeichnung als „Troer“ davon aus, Akestorides habe aus der Stadt Ilion, also dem früheren Troja, gestammt. Wilhelm Dittenberger und Karl Purgold zeigten 1896 jedoch, dass sich die Herkunftsbezeichnung in diesem Kontext nicht auf das mythische Troja, das zu dieser Zeit eben längst offiziell als Ilion bezeichnet wurde, oder allgemein auf die umgebende Landschaft Troas beziehen könne. Vielmehr müsse konkret die dortige Stadt Alexandria Troas gemeint sein, die 30 Kilometer südlich von Troja lag.
Die Buchstabenformen der Inschrift sprechen für eine Datierung frühestens in das späte 3. Jahrhundert v. Chr. Georg Kaibel sprach sich sogar für das 1. Jahrhundert v. Chr. aus und Jean Bingen vertrat noch 1953 eine Datierung ins 2. oder 1. Jahrhundert v. Chr. Aus dem Werk des Pausanias ist jedoch bekannt, dass 200 v. Chr. ein gewisser Phaidimos aus Troas im Pankration der Knaben gesiegt hätte. Daher muss der Sieg des Akestorides spätestens im Jahr 204 v. Chr. stattgefunden haben, zumal die Angaben antiker Sportler, als Erste einer bestimmten Personengruppe einen Sieg errungen zu haben, in allen überprüfbaren Fällen zutreffen.